# Topps
The Topps Company, Inc. là một công ty chuyên phân phối các mặt hàng kẹo cao su, kẹo hoặc bộ sưu tập vật phẩm liên quan đến thể thao. Có trụ sở đặt tại thành phố New York, Topps nổi tiếng nhờ làm nhà sản xuất chính hàng loạt các thẻ sưu tập có đề tài bóng bầu dục, bóng rổ, bóng chày, khúc côn cầu trên băng, bóng đá và các môn thể thao khác, đồng thời có cả đề tài phi thể thao. Công ty hiện là đối tác duy nhất có hợp đồng độc quyền sản xuất thẻ bóng chày cho tổ chức bóng chày nhà nghề Bắc Mỹ (MLB). Topps còn cho ra đời các thẻ bài mang thương hiệu của Allen & Ginter và Bowman Gum.

## Lịch sử hình thành

### Khởi đầu và hợp nhất
Bản thân công ty Topps được sáng lập vào năm 1938, nhưng công ty còn có gốc rễ sâu xa từ một hãng lâu đời hơn là American Leaf Tobacco. Do Morris Shorin thành lập vào năm 1890, American Leaf Tobacco Co. đã nhập khẩu thuốc lá vào Hoa Kỳ rồi bán nó cho các công ty khác. American Leaf Tobacco đã gặp khó khăn trong lúc Thế chiến thứ nhất bùng nổ do nó bị cắt nguồn cung thuốc lá từ Thổ Nhĩ Kỳ, và sau đó từ Đại khủng hoảng. Bốn cậu con trai của Shorin gồm có Abram, Ira, Philip và Joseph quyết định tập trung vào một sản phẩm mới, đồng thời tận dụng những kênh phân phối sẵn có của công ty. Để đạt mục tiêu này, họ đã tái khởi động công ty với cái tên Topps, với hàm ý rằng họ sẽ là "đứng đầu" trong lĩnh vực của mình. Lĩnh vực được lựa chọn là mặt hàng kẹo cao su.
Lúc bấy giờ, kẹo cao su vẫn còn là một sản phẩm tương đối mới mẻ được bày bán thành từng viên nhỏ. Sản phẩm thời kỳ đầu thành công nhất của Topps là kẹo cao su Bazooka, chúng được đóng gói kèm theo một cuốn truyện tranh nhỏ đặt trên giấy gói. Bắt đầu vào năm 1950, công ty quyết định tăng doanh số bán kẹo cao su bằng cách đóng gói chúng chung với các thẻ sưu tập có hình của nhân vật phim Viễn Tây Hopalong Cassidy (William Boyd). Lúc bấy giờ Boyd là một trong những ngôi sao sáng nhất của làng truyền hình thời kỳ đầu, ông có mặt trên những bài báo và trang bìa tạp chí, cùng với một số lượng đáng kể mặt hàng "Hoppy". Khi Topps giới thiệu thẻ bóng chày làm sản phẩm, thẻ bài ngay lập tức tạo được ấn tượng mạnh mẽ.

### Thành lập
Công ty ra đời với tên gọi Topps Chewing Gum, Inc – hợp tác từ 4 anh em nhà Shorin. Công ty sau này được hợp nhất theo luật ở New York vào năm 1947. Toàn bộ công ty ban đầu hoạt động tại thành phố công nghiệp ở Brooklyn, nhưng rồi chuyển các cơ sở sản xuất về một nhà máy tại Duryea, Pennsylvania vào năm 1965 (đến 1997 thì nhà máy Duryea đóng cửa). Văn phòng của công ty vẫn đặt ở số 254, đường 36, Brooklyn, nằm trên đường cao tốc Gowanus bên bờ sông. Năm 1994, trụ sở của công ty chuyển sang đặt ở Phố One Whitehall tại khu Hạ Manhattan.

## Topps Europe Ltd.
Topps có một chi nhánh của châu Âu đặt tại Milton Keynes, Liên hiệp Anh. Từ văn phòng này, các sản phẩm được bày bán trên khắp châu Âu như Ý, Tây Ban Nha, Pháp, Đức và Na Uy. Chi nhánh này cũng đồng phân phối sản phẩm bán ở nhiều thị trường quốc tế khác như Viễn Đông, Úc và Nam Phi. Năm 1994, Merlin mua được bản quyền Giải bóng đá Ngoại hạng Anh để cho phép công ty độc quyền lưu hành các hình dán và album sưu tầm chính thức của Ngoại hạng Anh tại Anh. Thành công khởi đầu của những hình dán và album sưu tầm Ngoại hạng Anh tốt đến nỗi làm Merlin phải kinh ngạc, tiếp đó cho tái bản nhiều các sản phẩm.
Năm 1995, Topps Company Inc. đã hoàn tất việc tiếp quản Merlin Publishing. Tên công ty chính thức của Merlin bị đổi thành Topps Europe Limited, nhưng các sản phẩm của nó vẫn mang nhãn hiệu Merlin cho đến năm 2008, bởi phương pháp này giúp người tiêu dùng dễ nhận diện mặt hàng. Topps Europe Limited tiếp tục cho ra đời hàng loạt các mặt hàng sưu tập giải trí và thể thao khắp châu Âu. Trong số những sản phẩm này có thể kể đến như các hình dán, album, thẻ bài và tập tài liệu, tạp chí, văn phòng phẩm và hình xăm tạm thời.

### Sản phẩm của Topps Europe Ltd.
Topps Europe Ltd. tiếp tục tung ra những sản phẩm cực kỳ thành công khắp châu Âu. Một trong những sản phẩm cấp phép thành công nhất của công ty là WWE, Pokémon, Doctor Who, High School Musical và SpongeBob. Những album hình dán Ngoại hạng Anh dưới thương hiệu Topps Merlin đã nổi tiếng kể từ khi ra mắt vào năm 1994, đến năm 2007, Topps đã mua lại bản quyền của những tấm thẻ sưu tầm. Trong quá khứ, quyền sở hữu thẻ sưu tầm do Magic Box International nắm giữ, đây là hãng cho sản xuất các thẻ Shoot Out từ mùa 2003–04 đến 2006–07. Match Attax – thẻ sưu tầm trò chơi chính thức của Ngoại hạng Anh là mặt hàng sưu tập bán chạy nhất dành cho các bé trai tại Anh trong 3 năm liên tiếp. Với việc tiêu thụ mặt hàng toàn cầu tại nhiều quốc gia trên thế giới, bộ thẻ của Match Attax còn nắm giữ danh hiệu "bộ sưu tập thẻ bài thể thao bán chạy nhất thế giới". Ước tính khoảng 1,5 triệu thiếu nhi thu thập thẻ tính riêng tại Anh.

## Lịch sử thẻ bóng chày của Topps

### Thâm nhập vào thị trường thẻ bóng chày
Năm 1951, Topps đã sản xuất những tấm thẻ bóng chày đầu tiên của hãng, xếp trong hai bộ bài Red Backs và Blue Backs. Mỗi bộ có 52 lá, thực tế các lá bài có thể được dùng trong một trò chơi nhằm mô phỏng các sự kiện của một trận đấu bóng chày. Giống như chơi bài thông thường, các thẻ bài bóng chày có những viền tròn ở góc và một mặt lá là mặt trống được phủ màu đỏ hoặc xanh. Mặt thẻ còn lại có in hình bức chân dung của một cầu thủ với một quả bóng chày kim cương nằm ở chính giữa. Ngoài ra ở các góc đối diện có tấm hình một quả bóng chày đi kèm dòng chữ ghi tác dụng lá bài (các động tác chơi bóng chày), như "fly out" hoặc "single."

### Cạnh tranh hợp đồng cầu thủ
Trong thời gian này, các xưởng sản xuất thẻ bóng chày thường cố giành bản quyền miêu tả các cầu thủ trên các mặt hàng bằng cách ký hợp đồng cá nhân với từng người. Topps lần đầu tiên trở lại hoạt động trong thời gian này thông qua một đại lý tên là Players Enterprises vào tháng 7 năm 1950, nhằm chuẩn bị cho bộ sản phẩm của họ phát hành vào năm 1951. Việc giành được quyền bổ sung cầu thủ cho phép Topps phát hành thêm loạt thẻ bài thứ hai.
Chính tình cảnh trên đã đẩy Topps đối đầu với Bowman Gum, một công ty sản xuất thẻ bóng chày khác. Bowman từng trở thành nhà sản xuất thẻ bóng chày chính và loại bỏ các đối thủ cạnh tranh bằng cách ký hợp đồng độc quyền với cầu thủ của mình.

## Thiết kế thẻ
Mặc dù Topp không phát minh ra khái niệm về thẻ bóng chày, sự thống trị của hãng ở mảng này cho phép công ty xác định ra kỳ vọng của người tiêu dùng rằng một thẻ bóng chày sẽ trông như thế nào. Ngoài việc căn kích cỡ tiêu chuẩn, Topps còn phát triển nhiều thiết kế khác nhau, được xem như điển hình của thẻ bóng chày. Một vài trong số những yếu tố trên là do công ty tự sáng tạo ra, trong khi một số ý tưởng được Topps vay mượn từ những hãng khác và phổ thông hóa chúng.

### Sử dụng thống kê
Một trong những yếu tố góp phần đáng kể vào thành công của Topps bắt đầu từ năm 1952 là cung cấp số liệu thống kê cầu thủ. Lúc bấy giờ, những con số thống kê bóng chày chi tiết và đáng tin cậy dành cho tất cả các cầu thủ không được phổ biến rộng rãi, do đó Topps đã tự tổng hợp thông tin từ bảng tỉ số. Dù thẻ bóng chày tự thân đã hiện diện trong nhiều năm, những thống kê là một thứ tương đối mới lạ, làm hấp dẫn nhiều nhà sưu tập. Những người cầm thẻ bóng chày trên tay để chơi có thể nghiên cứu các con số và dùng chúng làm cơ sở so sánh các cầu thủ với nhau, thẻ bài của mình với bè bạn, hoặc chơi những trận bóng chày tưởng tượng.

### Thiết kế và ảnh chụp
Mặc dù thử nghiệm sử dụng bối cảnh năm 1971 làm mặt thẻ bị thất bại, đó lại là năm bước ngoặt về mặt ảnh chụp mặt thẻ, khi Topps cho in thẻ màu từ những trận đấu thực. Chính những tấm ảnh đó ban đầu cũng có màu, mặc dù vậy những năm đầu tiên chúng là những bức chân dung do nghệ sĩ vẽ chứ không phải ảnh chân dung thật, và đến năm 1971, Topps đã sử dụng hầu hết các bức hình chân dung hoặc tạo dáng.

## Thiết kế thẻ cho các môn thể thao khác
Topps còn thiết kế thẻ cho các môn thể thao lớn chuyên nghiệp khác của Bắc Mỹ. Dự án tiếp theo sau môn bóng bầu dục là khúc côn cầu trên băng, khi bộ thẻ năm 1954 có sự góp mặt của những cầu thủ từ 4 gương mặt lớn của giải vô địch khúc côn cầu quốc gia (NHL) tại Mỹ: Boston Bruins, Chicago Blackhawks, Detroit Red Wings và New York Rangers.
Năm 1958, Công ty O-Pee-Chee của Luân Đôn, Ontario, Canada đã ký thỏa thuận với Topps để sản xuất các mẫu thẻ NHL (bộ mùa 1957–58) và thẻ bóng đá Canada (bộ mùa 1958). Tiếp đó O-Pee-Chee còn bắt đầu cho ấn hành các thẻ bóng chày và khúc côn cầu của riêng công ty này vào năm 1961. Tương tự, Topps cũng ký thỏa thuận với các công ty Amalgamated and British Confectionery tại Anh cũng như Scanlen tại Úc.
Tại Anh Quốc, nơi những hình dán trở nên đắt khách cùng thời với thẻ bóng đá, Topps đã mua lại chi nhánh cũ của Amalgamated and British Confectionery vào năm 1974, rồi đưa các quy trình sản xuất và mẫu thiết kế thẻ tới Anh. Topps còn làm thẻ cho giải bóng đá vô địch quốc gia Scotland. Dưới tên thương hiệu Merlin, hãng đã có giấy phép sản xuất hình dán cho giải bóng đá Ngoại hạng Anh và đội tuyển Anh. Đến năm 2019, Topps cho bày bán hình dán 'Topps Premier League' và thẻ bài Match Attax, và kể từ năm 2015, họ cũng sản xuất luôn cả hình dán và thẻ bài cho UEFA Champions League.